# Setodes guptapara
Setodes guptapara är en nattsländeart som beskrevs av Malicky 1979. Setodes guptapara ingår i släktet Setodes och familjen långhornssländor. Inga underarter finns listade i Catalogue of Life.